# Stade de la Cité de l'Oie
Het Stade de la Cité de l'Oie is een voetbalstadion in Wezet, België, dat plaats biedt aan 5.460 toeschouwers. De bespeler van het stadion was vroeger de ter ziele gegane club CS Visé, maar nu wordt het stadion bespeeld door FC United Richelle. Sinds 2015/16 speelt URSL Visé, feniksclub van het oorspronkelijke CS Visé ook in het stadion.